# 奕綺
貝勒奕綺（穆麟德轉寫：i ki；1802年6月20日—1842年7月3日），質恪郡王綿慶第一子，母側室伊爾根覺羅氏，其父為德瑞，慎郡王系第四代。
他在嘉慶七年五月（1802年）出生，嘉慶十四年四月（1809年）接替父親成為慎郡王第四代，但因為慎郡王並非世襲罔替的爵位，因此他的封爵只是貝勒。
道光十九年九月（1839年）他因事被廢去貝勒爵位，三年後的五月（1842年）他去世，虛齡四十一岁，朝廷追復他貝勒爵位，由養子載華襲封慎郡王系第五代，不過需遞降為貝子襲封。後載華因事革爵，再由載鋼繼承奉恩鎮國公之位。載鋼嫡妻為毅勇公博啓圖之女（富察氏），繼妻為承恩公西敏之女（鈕祜祿氏）。